# William H. Wickham
William Hull Wickham, född 30 juli 1832 i Smithtown, New York, död 13 januari 1893 i New York, var en amerikansk politiker (demokrat). Han var New Yorks borgmästare 1875–1876.
Wickham Avenue i Wakefield i Bronx har uppkallats efter William H. Wickham. Det finns ett antal gator uppkallade efter New Yorks borgmästare i grannskapet.